# Iwo Kitzinger
Iwo Bartosz Kitzinger, conosciuto anche come Marcin Kosiński (Racibórz, 26 febbraio 1985), è un ex cestista polacco.
Alto 188 cm, giocava come guardia.

## Carriera
Nel 2007 è stato convocato per gli Europei in Spagna con la maglia della nazionale della Polonia.